# Buynuz
Buynuz è un comune dell'Azerbaigian situato nel distretto di İsmayıllı. Conta una popolazione di 597 abitanti.